# 溫納貝戈縣 (伊利諾伊州)
溫納貝戈县（英語：Winnebago County）是位於美国伊利诺伊州北部的一個縣，北鄰威斯康辛州，面積1,345平方公里。根據2020年美國人口普查統計，共有人口28萬5,350人。縣治羅克福德（Rockford）。該縣成立於1836年1月16日，縣名來自溫納貝戈人。